# 千本ナラ

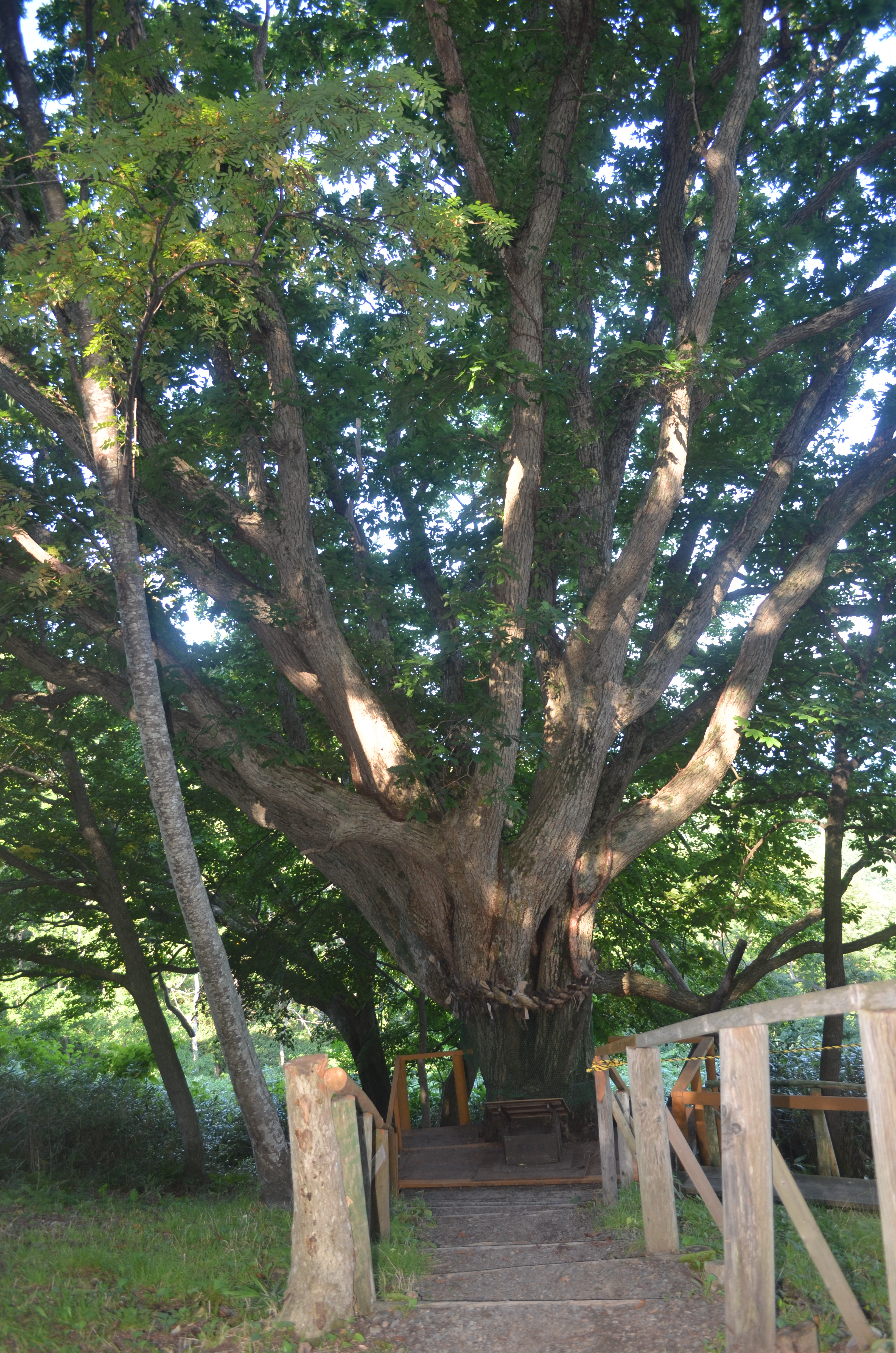
賽銭箱が置かれた1本

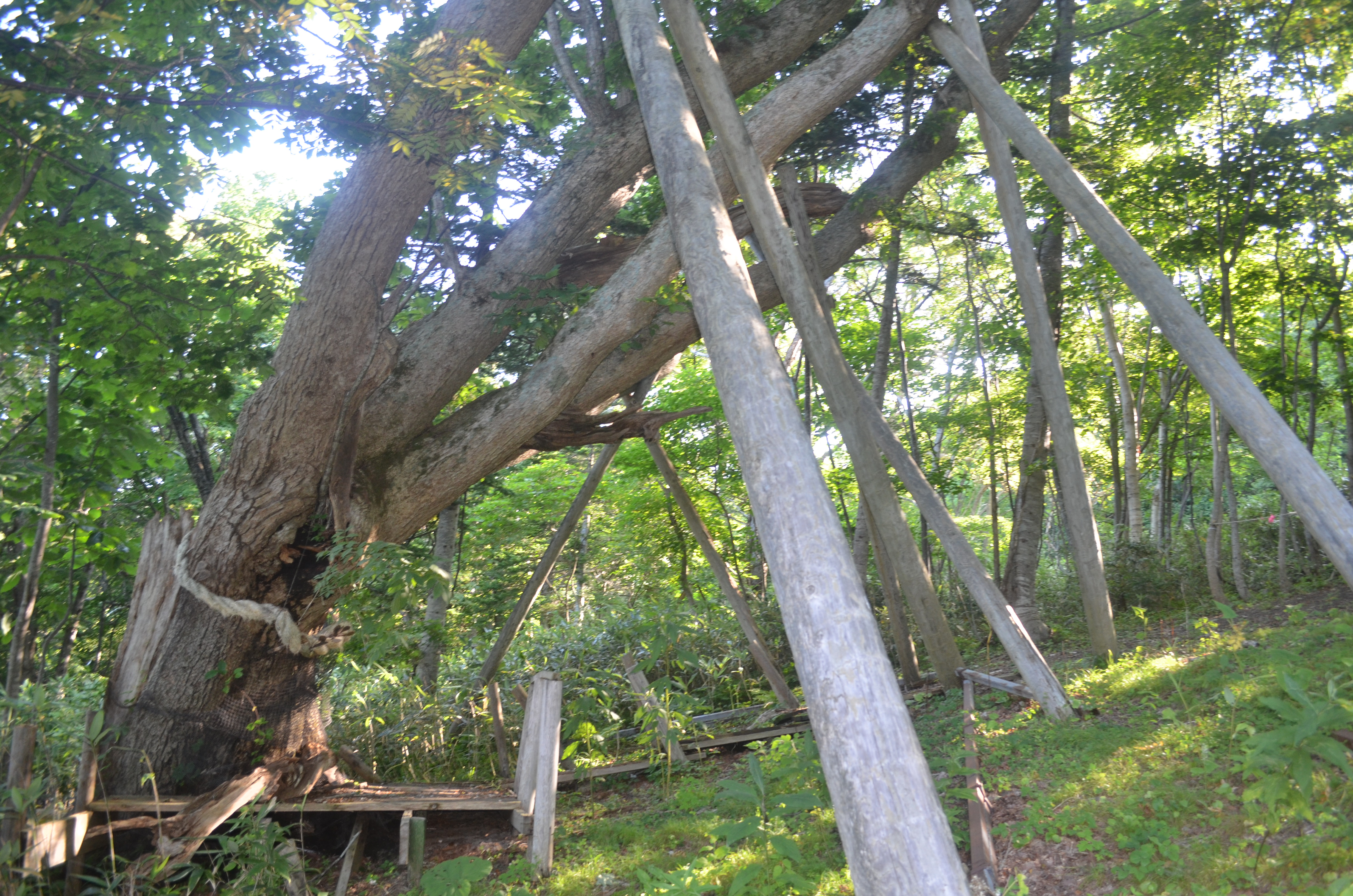
支柱によって支えられた1本

千本ナラ（せんぼんナラ）は、北海道石狩市浜益区送毛にあるミズナラの大木。

## 概要
千本ナラは日本海から1キロメートル内陸に入った日本国有林内、石狩市道毘砂別送毛線（送毛山道）沿いに立っている。かつては3本のミズナラが並んでいたが、2023年（令和5年）の時点で既に1本は喪われ、別の1本も腐食が進んだため支柱によって支えられている状態で、周辺は立入禁止となっており、見物できるのは最後の1本だけである。
推定樹齢は800年以上。いずれも高さ18メートル、幹回り4.8メートル。
一般的なミズナラはまっすぐ上に伸び、上部で枝分かれするが、千本ナラは低い位置で枝分かれする珍しい形状をしている。これは、日本海から吹き付ける強い風によって木が垂直に伸びることができず、成長途中で横へ枝分かれしたためと考えられる。千手観音を彷彿とさせるこの形状から「千本ナラ」と名づけられた。

## 歴史
1940年（昭和15年）、雑誌『キング』の表紙に掲載され、ブームとなる。このころはまだ観光用の名木という扱いであった。
1990年（平成2年）、「新日本名木100選」に選定される。
1992年（平成4年）、「幹に触れると病気が治る」などとテレビ番組で取り上げられたのがきっかけで、知名度が急上昇。突如として神木となった千本ナラには日本全国から参拝者が押し寄せ、いつの間にか幹には注連縄が巻かれて、賽銭箱も用意された。さらには「ご飯をすくう」から転じて「悩みを救う」とされるしゃもじに願い事を書いて、幹の注連縄に差し込んでいく人まで現れた。
増えすぎた見物人によって根を踏みつけられたり、また神酒や塩をまかれたりした木の傷みが激しくなったため、1994年（平成6年）、浜益村（当時）や地元観光協会などが木道を設置した。
2000年（平成12年）、「森の巨人たち100選」に選定される。千本ナラには100選の「No.1」が割り振られた。
2003年（平成15年）、千本ナラの保全策を話し合う協議会が設立され、草刈りや木道整備などの維持管理が行われるようになった。
2016年（平成28年）、強風によって3本のミズナラのうち1本が倒れる。